# Lista de partidos políticos da Palestina
Esta é uma lista de partidos políticos da Palestina. Os partidos citados participaram nas mais recentes eleições para o Autoridade Nacional Palestina no territórios palestinos.

## Visão geral da história
Em 1994, foi formada a Autoridade Palestina, o órgão dirigente para o período provisório enquanto se aguardam negociações sobre o estatuto final. O presidente do Estado da Palestina é a posição política de mais alto escalão, equivalente a chefe de Estado na Autoridade Nacional Palestina. O presidente é eleito por eleições populares. O Conselho Legislativo Palestino é a legislatura da Autoridade Palestina. Não deve ser confundido com o Conselho Nacional Palestino, que continua a ser a legislatura nacional do povo palestiniano como um todo. O  Conselho Legislativo Palestino aprovou uma lei em junho de 2005 aumentando o número de parlamentares de 88 para 132, estipulando uma metade eleita sob um sistema de representação proporcional e a outra metade por círculos eleitorais tradicionais.

## Membros do Conselho Legislativo
| Partido | Partido | Partido    | Fundação | Líder             | Líder | Espectro                   | Assentos |
| ------- | --- | ---------- | -------- | ----------------- | ----- | -------------------------- | -------- |
|         | - Movimento da Resistência Islâmica - em árabe: حركة المقاومة الإسلامية - Ḥarakat al-Muqāwamah al-ʾIslāmiyyah                                  | Hamas حماس | 1987     | Khaled Mashal     |       | Direita                    | 74 / 132 |
|         | - Movimento Palestino pela Libertação Nacional - em árabe: حركة التحرير الوطني الفلسطيني - Ḥarakat at-Taḥrīr al-Waṭanī al-Filasṭīnī            | Fatah فتح  | 1965     | Mahmoud Abbas     |       | Centro-esquerda à esquerda | 45 / 132 |
|         | - Frente Popular pela Libertação da Palestina - em árabe: الجبهة الشعبية لتحرير فلسطين - al-Jabhah al-Sha`biyyah li-Taḥrīr Filasṭīn            | FPLP       | 1967     | Ahmad Sa'adat     |       | Extrema-esquerda           | 3 / 132  |
|         | - Terceira Via - em árabe: الطريق الثالث - aṭ-Ṭarīq ath-Thālith                                                                                |            | 2005     | Salam Fayyad      |       | Centro-esquerda            | 2 / 132  |
|         | - Iniciativa Nacional Palestina - em árabe: المبادرة الوطنية الفلسطينية - al-Mubādara al-Waṭaniyya al-Filasṭīniyya                             | INP        | 2002     | Mustafa Barghouti |       | Esquerda                   | 2 / 132  |
|         | - Frente Democrática pela Libertação da Palestina - em árabe: الجبهة الديموقراطية لتحرير فلسطين - al-Jabhah al-Dīmuqrāṭiyya li-Taḥrīr Filasṭīn | FDLP       | 1968     | Nayef Hawatmeh    |       | Extrema-esquerda           | 1 / 132  |
|         | - Partido Popular Palestino - em árabe: حزب الشعب الفلسطيني - Ḥizb al-Sha'b al-Filasṭīnī                                                       | PPP        | 1982     | Bassam as-Salhi   |       | Extrema-esquerda           | 1 / 132  |
|         | independentes | —          | —        | —                 | —     | —                          | 4 / 132  |

## Partidos não representados
| Partido | Partido | Fundação | Espectro                    | Fundador             | Fundador |
| ------- | --- | -------- | --------------------------- | -------------------- | -------- |
|         | - Liberdade - em árabe: الحرية - al-Huriyatu | 2005     | Centro-esquerda             | Marwan Barghouti     |          |
|         | - Frente de Libertação Árabe - em árabe: جبهة التحرير العربية - Jabhet al-Tahrir al-'Arabiyah                                                                           | 1969     | Direita                     | Rakad Salem          |          |
|         | - Vanguarda pela Guerra da Libertação Popular - Forças Iluminadoras - طلائع حرب التحرير الشعبية - قوات الصاعقة - Ṭalāʾiʿ ḥarb al-taḥrīr al-shaʿbiyya - Quwwāt as-Ṣāʾiqa | 1966     | Extrema-esquerda            | Farhan Abu Hayja     |          |
|         | - Frente pela Libertação Palestina - em árabe: جبهة التحرير الفلسطينية - al-Jabha li-Tahrir al-Filastiniyya                                                             | 1959     | Esquerda à extrema-esquerda | Wasel Abu Yousef     |          |
|         | - Frente pela Libertação Palestina (Facção Abu Nidal Ashqar) - em árabe: جبهة التحرير الفلسطينية (جناح أبو نضال الأشقر)                                                 | 1983     |                             | Abu Nidal Ashqar     |          |
|         | - Frente pela Libertação Palestina (Facção Abd ul-Fattah Ghanim) - em árabe: جبهة التحرير الفلسطينية (جناح عبد الفتاح غانم)                                             | 1983     |                             | Abd ul-Fattah Ghanim |          |
|         | - Frente Árabe Palestina - em árabe: الجبهة العربية الفلسطينية - Al-Jabhet Al-'Arabiya Al-Falestiniyeh                                                                  | 1993     | Esquerda                    | Jameel Shihadeh      |          |
|         | - União Democrática Palestina - em árabe: الاتحاد الديمقراطي الفلسطيني‎ - Al-Ittihad al-Dimuqrati al-Filastini                                                           | 1990     | Esquerda                    | Saleh Ra'fat         |          |
|         | - Partido Comunista Palestino - em árabe: الحزب الشيوعي الفلسطيني - al-Hizb al-Shuyueiu al-Filastiniu                                                                   | 1991     | Extrema-esquerda            | Mahmoud Sa'adeh      |          |
|         | - Frente da Luta Popular Palestina - em árabe: جبهة النضال الشعبي الفلسطيني - Jabhet Al-Nedal Al-Sha'abi Al-Falestini                                                   | 1967     | Esquerda                    | Ahmed Majdalani      |          |
|         | - Frente da Luta Popular Palestina (Khalid ʽAbd al-Majid) - em árabe: جبهة النضال الشعبي الفلسطيني (خالد عبد المجيد)                                                    | 1991     |                             | Khalid ʽAbd al-Majid |          |
|         | - Frente Popular pela Libertação da Palestina - Comando Geral - em árabe: الجبهة الشعبية لتحرير فلسطين – القيادة العامة                                                 | 1968     | Pega-tudo                   | Ahmed Jibril         |          |
|         | - Partido da Reforma e Desenvolvimento - em árabe: حزب الإصلاح والتنمية                                                                                                 | 2019     |                             |                      |          |
|         | - Partido Revolucionário Comunista Palestino - em árabe: الحزب الشيوعي الفلسطيني-الثوري                                                                                 | 1982     | Extrema-esquerda            | Arabi Awwad          |          |
|         | - Coligação Nacional por Justiça e Democracia - em árabe: الائتلاف الوطني من أجل العدالة والديمقراطية                                                                   | 2004     | Esquerda                    | Eyad El-Sarraj       |          |
|         | - Justiça Palestina - em árabe: العدالة الفلسطينية | 2005     |                             | Usâma Salîm Muhammad |          |
|         | - Movimento pela Liberdade Palestina - em árabe: حركة الأحرار الفلسطينية                                                                                                | 2007     | Direita                     | Khalid Abu-Hilal     |          |
|         | - Movimento Mujahidin Palestino - em árabe: حركة المجاهدين الفلسطينية                                                                                                   | 2001     | Direita                     | Asaad Abu Sharia     |          |